# Lista chorążych reprezentacji Finlandii na igrzyskach olimpijskich
Lista chorążych reprezentacji Finlandii na igrzyskach olimpijskich - lista fińskich zawodników i zawodniczek, którzy podczas ceremonii otwarcia nowożytnych igrzysk olimpijskich (zarówno letnich, jak i zimowych) nieśli flagę Finlandii.

## Chronologiczna lista chorążych
| Lp. | Rok i miejsce                | Chorąży                            | Dyscyplina             |
| --- | ---------------------------- | ---------------------------------- | ---------------------- |
| 1   | 1908, Londyn                 | Bruno Zilliacus                    | Lekkoatletyka          |
| 2   | 1912, Sztokholm              | Eino Saastamoinen                  | Gimnastyka             |
| 3   | 1920, Antwerpia              | Emil Hagelberg                     | Pięciobój nowoczesny   |
| 4   | 1924, Chamonix               | b.d.                               | b.d.                   |
| 5   | 1924, Paryż                  | Elmer Niklander                    | Lekkoatletyka          |
| 6   | 1928, Sankt Moritz           | Esko Järvinen                      | Narciarstwo klasyczne  |
| 7   | 1928, Amsterdam              | Akilles Järvinen                   | Lekkoatletyka          |
| 8   | 1932, Lake Placid            | Ossi Blomqvist                     | Łyżwiarstwo szybkie    |
| 9   | 1932, Los Angeles            | Akilles Järvinen                   | Lekkoatletyka          |
| 10  | 1936, Garmisch-Partenkirchen | Sulo Nurmela                       | Biegi narciarskie      |
| 11  | 1936, Berlin                 | Akilles Järvinen                   | Lekkoatletyka          |
| 12  | 1948, Sankt Moritz           | Pekka Vanninen                     | Biegi narciarskie      |
| 13  | 1948, Londyn                 | Hannes Sonck                       | Lekkoatletyka          |
| 14  | 1952, Oslo                   | Heikki Hasu                        | Narciarstwo klasyczne  |
| 15  | 1952, Helsinki               | Väinö Suvivuo                      | Lekkoatletyka          |
| 16  | 1956, Cortina d'Ampezzo      | Antti Hyvärinen                    | Skoki narciarskie      |
| 17  | 1956, Melbourne              | Eeles Landström                    | Lekkoatletyka          |
| 18  | 1960, Squaw Valley           | Paavo Korhonen                     | Kombinacja norweska    |
| 19  | 1960, Rzym                   | Eeles Landström                    | Lekkoatletyka          |
| 20  | 1964, Innsbruck              | Veikko Hakulinen                   | Biathlon               |
| 21  | 1964, Tokio                  | Eugen Ekman                        | Gimnastyka artystyczna |
| 22  | 1968, Grenoble               | Veikko Kankkonen                   | Skoki narciarskie      |
| 23  | 1968, Meksyk                 | Pentti Linnosvuo                   | Strzelectwo            |
| 24  | 1972, Sapporo                | Juha Mieto                         | Biegi narciarskie      |
| 25  | 1972, Monachium              | Ilkka Nummisto                     | Kajakarstwo            |
| 26  | 1976, Innsbruck              | Rauno Miettinen                    | Narciarstwo klasyczne  |
| 27  | 1976, Montreal               | Lasse Virén                        | Lekkoatletyka          |
| 28  | 1980, Lake Placid            | Heikki Ikola                       | Biathlon               |
| 29  | 1980, Moskwa                 | Peter Tallberg                     | Żeglarstwo             |
| 30  | 1984, Sarajewo               | Jorma Valtonen                     | Hokej na lodzie        |
| 31  | 1984, Los Angeles            | Esko Rechardt                      | Żeglarstwo             |
| 32  | 1988, Calgary                | Pertti Niittylä                    | Łyżwiarstwo szybkie    |
| 33  | 1988, Seul                   | Jouko Salomäki                     | Zapasy                 |
| 34  | 1992, Albertville            | Timo Blomqvist                     | Hokej na lodzie        |
| 35  | 1992, Barcelona              | Harri Koskela                      | Zapasy                 |
| 36  | 1994, Lillehammer            | Marja-Liisa Kirvesniemi-Hämälainen | Biegi narciarskie      |
| 37  | 1996, Atlanta                | Mikko Kolehmainen                  | Kajakarstwo            |
| 38  | 1998, Nagano                 | Janne Ahonen                       | Skoki narciarskie      |
| 39  | 2000, Sydney                 | Heli Rantanen                      | Lekkoatletyka          |
| 40  | 2002, Salt Lake City         | Toni Nieminen                      | Skoki narciarskie      |
| 41  | 2004, Ateny                  | Thomas Johanson                    | Żeglarstwo             |
| 42  | 2006, Turyn                  | Janne Lahtela                      | Narciarstwo dowolne    |
| 43  | 2008, Pekin                  | Juha Hirvi                         | Strzelectwo            |
| 44  | 2010, Vancouver              | Ville Peltonen                     | Hokej na lodzie        |
| 45  | 2012, Londyn                 | Hanna-Maria Seppälä                | pływanie               |
| 46  | 2014, Soczi                  | Enni Rukajärvi                     | Snowboarding           |
| 47  | 2016, Rio de Janeiro         | Tuuli Petaja                       | Żeglarstwo             |
| 48  | 2018, Pjongczang             | Janne Ahonen                       | Skoki narciarskie      |
| 49  | 2020, Tokio                  | Satu Mäkelä-Nummela                | Strzelectwo            |
| 49  | 2020, Tokio                  | Ari-Pekka Liukkonen                | Pływanie               |